# دامسكو (مسلسل)
دامسكو هو مسلسل سوري تم إنتاجه في دمشق. عرض في سنة 2015 على التلفزيون السوري. كما بلغ عدد حلقاته 30 حلقة، وتبلغ مدة الحلقة الواحدة 45 دقيقة. وهو من إخراج سامي الجنادي. تم بث المسلسل لأول مرة بتاريخ 18 حزيران 2015 الموافق لرمضان سنة 1436 هجري. يحكي العمل الذي تدور أحداثه في عام 2010 عن حارة من حارات دمشق وهذه الحارة التي تكون ممتلئة بالحياة ومشاكلها اليومية.

## بطولة
- سامية الجزائري
- أيمن زيدان
- محمد حداقي
- جفرا يونس[1]
- مرح جبر
- رنا أبيض
- رندة مرعشلي
- عبير شمس الدين
- خالد القيش

## القصة
تدور أحداث العمل في الفترة الزمنية ما بين 2010 و 2011 العمل يحكي عن الصراع بين الأصالة والنزعة الإستهلاكية، ويرصد أسباب تغيّر بنية العلاقات الاجتماعية بين الناس في سوريا تحت تأثير عوامل عدّة منها العامل الاقتصادي كنوعٍ من البحث بأسباب ما وصلنا إليه بعيداً عن مرحلة الأزمة.
يناقش العمل مهنة الموزاييك، المهنة الدمشقية العريقة التي يحاول بطل العمل "مختار" الحفاظ على المهنة وتمسكه بمبادئه وقيمه التي تشبه مهنته، كما ويحكي عن الفساد من خلال مناقشة ملف الدعارة وما يتبعه العمل يعتمد على التشويق والحدث والصراع ويقدم رسالة للمشاهد.

## الإنتاج
المؤسسة العامة للإنتاج التلفزيوني والإذاعي